# Desselbrunn
Desselbrunn je obec v rakouské spolkové zemi Horní Rakousy, v okrese Vöcklabruck.
V roce 2012 zde žilo 1 692 obyvatel.